# Gouvernement Janson
Royaume de Belgique
Van Zeeland II Spaak I
Le gouvernement Janson  est un gouvernement libéral-catholique-socialiste qui gouverna la Belgique du 24 novembre 1937 au 15 mai 1938.  C'est le premier gouvernement qui n'est pas présidé par un catholique depuis 1884, et il faudra attendre 1999 pour qu'un libéral dirige à nouveau un gouvernement.  
La dissolution du front antifasciste au sein du gouvernement Van Zeeland II et les suspicions de malversations financières ciblant Paul Van Zeeland ont conduit à la démission de ce dernier. Après une crise gouvernementale d'un mois, Paul-Émile Janson parvient à former un gouvernement.   
Le gouvernement doit faire face à une nouvelle crise économique qui sera à l'origine de la chute du gouvernement : le socialiste Henri De Man prévoyait ainsi la mise en place de nouveaux impôts ciblant les plus aisés, conduisant au départ des ministres catholiques du gouvernement et à la chute de ce dernier.

## Composition
| Ministère                                                 | Nom                           | Parti               |
| --------------------------------------------------------- | ----------------------------- | ------------------- |
| Premier ministre et ministre des Colonies                 | Paul-Émile Janson             | Parti libéral       |
| Ministre des Affaires étrangères                          | Paul-Henri Spaak              | POB                 |
| Ministre de l'Intérieur                                   | Octave Dierckx                | Parti libéral       |
| Ministre de Justice                                       | Charles du Bus de Warnaffe    | Parti catholique    |
| Ministre des Finances                                     | Henri de Man                  | POB                 |
| Ministre de l'Agriculture                                 | Hubert Pierlot                | Parti catholique    |
| Ministre des Travaux publics                              | Jules Joseph Merlot           | POB                 |
| Ministre du Travail et de la Prévoyance sociale           | Achille Delattre              | POB                 |
| Ministre des Affaires économiques et des Classes moyennes | Philip Van Isacker            | Parti catholique    |
| Ministre de l'Enseignement public                         | Julius Hoste jr.              | Parti libéral       |
| Ministre des Communications                               | Henri Marck                   | Parti catholique    |
| Ministre de PTT                                           | Désiré Bouchery               | POB                 |
| Ministre de la Défense nationale                          | Henri J. Denis                | extra-parlementaire |
| Ministre des Colonies                                     | Edmond Rubbens (+ 27.04.1938) | Parti catholique    |
| Ministre sans portefeuille                                | Prosper Poullet               | Parti catholique    |
| Ministre de la santé publique                             | Arthur Wauters                | POB                 |

## Remaniements
- le 2 février 1938, Philip Van Isacker, ministre des affaires économiques et des classes moyennes démissionnaire, est remplacé par Pierre De Smet (Parti catholique).
- le 12 mars 1938, Henri de Man (POB), ministre des finances démissionnaire, est remplacé par Eugène Soudan (POB).